# Legjobb Könyvek
A Legjobb Könyvek egy 19. század végi – 20. század eleji magyar szépirodalmi könyvsorozat. Kötetei a következők voltak:

## Az első sorozat
- I. évfolyam:
  - 1. kötet. Mikszáth Kálmán. Prakovszky, a siket kovács. (168 l.)
  - 2–3. kötet. Ohnet György. A szürkeruhás hölgy. Regény 2 kötetben. Forditotta Orior. 2 kötet. (152, 144 l.)
  - 4. kötet. Harraden Beatrice. Hajók ha éjjel találkoznak. Beszély. Forditotta Orior. (131 l.)
  - 5. kötet. Coppée Francois. Az igazi gazdagok. Két elbeszélés. Forditotta Tábori Róbert. (161 l.)
  - 6–7. kötet. Ebers György. A nővérek. Regény. Forditotta Kacziány Géza. 2 kötet. (XI és 197, 237 l.)
  - 8. kötet. Szabóné Nogáll Janka. Vezeklés. Regény. (192 l.)
  - 9–10. kötet. Savage Rikard Henry. Hivatalos feleségem. 2 kötet.
  - 11. kötet. Mikszáth Kálmán. A gavallérok. Ne okoskodj Pista! (98, 106 l.)
  - 12. kötet. Béthuys György. A nikkelember. Francia regény. (178 l.)
  - 13–15. kötet. Cherbuliez Viktor. Vagyonszerzés után. Regény. Forditotta Fluck Jolán. 3 kötet. (171, 198, 182 l.)
  - 16. kötet. Doyle Conan A. A nagy árnyék. (188 l.)
  - 17–18. kötet. Donnelly J. Caesar emlékszobra. Regény a huszadik századból. 2 kötet. (152, 173 l.)
  - 19. kötet. Feuillet Octave. Egy nagyvilági házasság. Regény. (146 l.)
  - 20. kötet. Claretie Gyula. Mornas Jean. Regény. (155 l.)
- II. évfolyam:
  - 1–2. kötet. Daudet Ernő. Malory kapitány bűne. Francia regény. 2 kötet. (156, 180 l.)
  - 3. kötet. Gárdonyi Géza. Az én falum. Egy tanitó följegyzései márciustól decemberig. (170 l.)
  - 4–5. kötet. Rodrigues Ottolengui. Dilettáns gonosztevő. Amerikai regény. 2 kötet. (150, 172 l.)
  - 6. kötet. Cherbuliez Viktor. A pépi király. Francia elbeszélés. (138 l.)
  - 7. kötet. Daudet Alphonse. Rózsa és Ninácska. (A kor erkölcsei.) Regény egy kötetben. (162 l.)
  - 8. kötet. Tinseau Leon. Hamupipőke unokahugom. Elbeszélés. (174 l.)
  - 9–10. kötet. Rameau Jean. A granadai rózsa. 2 kötet. (158, 162 l.)
  - 11. kötet. Abonyi Árpád. A plivai várda. Romantika. (162 l.)
  - 12–13. kötet. Savage Henrik Richard. Judás leánya. Regény. 2 kötet. (186, 177 l.)
  - 14. kötet. Szomaházy István. A hatezeréves férfi és más történetek. (159 l.)
  - 15–16. kötet. Greville Henry. Az anya multja. 2 kötet. (148, 135 l.)
  - 17. kötet. Mikszáth Kálmán. A tót atyafiak. Elbeszélések és rajzok. 3. kiadás. (163 l.)
  - 18–19. kötet. Lesueur D. A legyőzhetetlen varázs. Regény 2 kötetben. (166, 163 l.)
  - 20. kötet. Feuillet Octave. Philippe szerelmei. (161 l.)
- III. évfolyam:
  - 1–2. kötet. Rameau Jean. Több mint szerelem. Regény 2 kötetben. (171, 148 l.)
  - 3. kötet. Hawthorne J. F. Betörés a Manhatten-bankban. Amerikai bűnügyi regény. (168 l.)
  - 4–5. kötet. Kóbor Tamás. A csillagok felé. Regény 2 kötetben. (154, 146 l.)
  - 6. kötet. Tinseau Léon. A legjobb rész. Regény. (186 l.)
  - 7–9. kötet. Cherbuliez Viktor. Vörösek és feketék. Regény 3 kötetben. (147, 152, 153 l.)
  - 10. kötet. Bréte Jean. A nagybácsi meg a plébános ur. Regény. (198 l.)
  - 11–12. kötet. Queux William. A titok. Angol regény 2 kötetben. (168, 175 l.)
  - 13. kötet. Gréville Henry. Aurette. Regény. 2. kiadás. (159 l.)
  - 14–15. kötet. Schubin Ossip. Bár csak tél lenne már. Regény 2 kötetben. (141, 141 l.)
  - 16. kötet. Radzievics Mária. Anima Vilis. (A nyomorult.) Regény. (164 l.)
  - 17–18. kötet. Tinseau Léon. Az eskü. (Bouche Close.) Regény 2 kötetben. (158, 164 l.)
  - 19. kötet. Csehov Antal. Az én életem. Egy vidéki ember elbeszélése. (168 l.)
  - 20. kötet. Wolzogen Ernő. A kegyelmes asszony gyermekei. Regény. (166 l.)
- IV. évfolyam:
  - 1–2. kötet. Jeromo K. Jerome. Regényjegyzetek. 2 kötet. (IX és 136, 136 l.)
  - 3. kötet. Opin Read. Len Gausett. (168 l.)
  - 4–5. kötet. Twain Mark. Az ostoba Wilson. 2 kötet. (128, 134 l.)
  - 6. kötet. Gárdonyi Géza. Az én falum. Egy tanitó följegyzései decembertől márciusig. 2. kötet. (163 l.)
  - 7–8. kötet. Goló Raimund. Magda. Regény. 2 kötet. (164, 164 l.)
  - 9. kötet. Lesueur Dániel. Tragikus élet. Regény. (164 l.)
  - 10–11. kötet. Rodzievicz Mária. Szerelemből. Regény. 2 kötet. (128, 143 l.)
  - 12. kötet. Stevenson Róbert. Yekyll doktor csodálatos története. Regény. (136 l.)
  - 13–14. kötet. Klinkovström. Kétféle becsület. Társadalmi regény. 2 kötet. (159, 144 l.)
  - 15. kötet. Meyra Nicol. A fakir. Regény. (191 l.)
  - 16. kötet. Doyle A., Conan. Bernac nagybácsi. Regény. (164 l.)
  - 17. kötet. Memini. Áldozat. Olasz regény. (143 l.)
  - 18–19. kötet. Lovett Cameron. A nevelőnő milliói. Regény. 2 kötet. (168, 158 l.)
  - 20. kötet. Delpit Albert. Mind a ketten. Regény. (165 l.)
- V. évfolyam:
  - 1–2. kötet. Black William. Zembra Szabina. Regény. 2 kötet. (164, 192 l.)

## A második sorozat (Új folyam)
- 1. kötet. Mikszáth Kálmán. Prakovszky a siket kovács. (168 l.) 1904.
- 2–3. kötet. Ohnet György. A szürkeruhás hölgy. Regény 2 kötetben. Fordította Orior. 5. kiadás. 152, 144 l.) 1904.
- 4. kötet. Harraden Beatrice. Hajók, ha éjjel találkoznak. Beszély. Fordította Orior. 2. kiadás. 131 l.) 1904.
- 5. kötet. Coppée Ferenc. Az igazi gazdagok. Két elbeszélés. Fordította Tábori Róbert. 2. kiadás. (161 l.) 1904.
- 6–7. kötet. Ebers György. A nővérek. Fordította Kacziány Géza. 2 kötet. 3. kiadás. (199, 239 l.) 1904.
- 8. kötet. Szabóné-Nogáll Janka. Vezeklés, Regény. 2. kiadás. (192 l.) 1904.
- 9–10. kötet. Savage Rikárd Henrik. Hivatalos feleségem. 2 kötet. 2. kiadás. (143, 143 l.) 1904.
- 11. kötet. Mikszáth Kálmán. A gavallérok. –Ne okoskodj Pista! 98, 106 l.) 1904.
- 12. kötet. Bethuys György. A nikkel-ember. Francia regény. 2. kiadás. (179 l.) 1904.
- 13–15. kötet. Cherbuliez Viktor. Vagyonszerzés után. Regény. Fordította Fluck Jolán. 3 kötet. 2. kiadás. (171, 198, 191 l.) 1904.
- 16. kötet. Doyle A. Conan. A nagy árnyék. (188 l.) 1904.
- 17–18. kötet. Donelly J. Caesar emlékszobra. Regény a huszadik századból. 2 kötet. 2. kiadás. (152, 108 l.) 1904.
- 19. kötet. Feullet Octave. Egy nagyvilági házasság. Regény. 2. kiadás. 146 l.) 1904.
- 20. kötet. Claretie Gyula. Mornas Jean. Regény. 2. kiadás. (155 l.) 1904.
- 21–22. kötet. Daudet Ernő. Malory kapitány bűne. Francia regény. 2 kötet. 2. kiadás. 151, 180 l.) 1904.
- 23. kötet. Gárdonyi Géza. Az én falum. Egy tanító följegyzései márciustól decemberig. (171 l.) 1904.
- 23. (kétszer) kötet. Doyle A. Conan. A külvárosban. Elbeszélés. (143 l.) 1905.
- 24–25. kötet. Ottolengui Rodgues. Dilettáns gonosztevő. Amerikai regény. 2 kötet. 2. kiadás. (151, 172 l.) 1904.
- 26. kötet. Cherbuliez Viktor. A pépi király. Francia elbeszélés. 2. kiadás. (138 l.) 1904.
- 27. kötet. Daudet Alphonse. Rózsa és Ninácska. (A kor erkölcsei.). Regény. (162 l.) 1904.
- 28. kötet. Tinseau Leon. Hamupipőke unokahugom. 2. kiadás. (174 l.) 1904.
- 29–30. kötet. Rameau Jean. A granadai rózsa. 2 kötet. 2. kiadás. (158, 172 l.) 1904. 1904.
- 31. kötet. Abonyi Árpád. A plivai várda. Romantika. 2. kiadás. 163 l.) 1904.
- 32–33. kötet. Savage H. R. Judás leánya. 2. kötet. 2. kiadás. (187, 178 l.) 1904.
- 34. kötet. Szomaházy István. A hatezer éves férfi és más történetek. 2. kiadás. 159. l.) 1904.
- 35–36. kötet. Gréville Henry. Az anya multja. 2 kötet. 2. kiadás. (148. 135 l.) 1904.
- 37. kötet. Mikszáth Kálmán. A tót atyafiak. (Elbeszélések és rajzok róluk.) 6. kiadás. (165 l.) 1904.
- 38–39. kötet. Lesueur D. A legyőzhetetlen varázs. 2 kötet. 2. kiadás. (166, 163 l.) 1904.
- 40. kötet. Feuillet Octave. Philipe szerelmei. 2. kiadás. (161 l.) 1904.
- 41–42. kötet. Rameau Jean. Több mint szerelem. Regény. 2 kötet. 2. kiadás. (171, 148 l.) 1904.
- 43. kötet. Hawthorne J. F. Betörés a Manhattan-bankban. Amerikai bűnügyi regény. 2. kiadás. (168 l.) 1904.
- 44–45. kötet. Kóbor Tamás. Csillagok felé. Regény. 2 kötet. 1904.
- 46. kötet. Tinseau Leon. A legjobb rész. Regény. 2. kiadás. (186 l.) 1904.
- 47–49. kötet. Cherbuliez Viktor. Vörösek és feketék. Regény. 3 kötet. 2. kiadás. (147, 152, 153 l.) 1904.
- 50. kötet. Brète Jean, De la –. A nagybácsi meg a plebános ur. Regény. 2. kiadás. (198 l.) 1904.
- 51–52. kötet. Le Queux William. A titok. Angol regény. 2 kötet. 2. kiadás. (168, 175 l.) 1904.
- 53. kötet. Gréville Henry. Aurette. Regény. (159 l.) 1904.
- 54–55. kötet. Schubin Assip. Bár csak tél lenne már! Regény. 2 kötet. 2. kiadás. (141, 141 l.) 1904.
- 56. kötet. Rodzievicz Mária. Anima vilis. (A nyomorult.) Regény. 2. kiadás. (165 l.) 1904.
- 57–58. kötet. Tinseau Leon. Az eskű (Bouche close). Regény. 2 kötet. 2. kiadás. 158, 164 l.) 1904.
- 59. kötet. Csehov Antal. Az én életem. Egy vidéki ember elbeszélése. 2. kiadás. (168 l.) 1904.
- 60. kötet. Wolzogen Ernő. A kegyelmes asszony gyermekei. Regény. 2. kiadás. (168 l.) 1904.
- 61–62. kötet. Jerome K. Jerome. Regény-jegyzetek. 2 kötet. 2. kiadás. (136, 136 l.) 1904.
- 63. kötet. Read Opin. Len Gamett. 2. kiadás. (168 l.) 1904.
- 64–65. kötet. Twain Mark. Az ostoba Wilson. 2 kötet. 2. kiadás. (128, 134 l.) 1904.
- 66. kötet. Gárdonyi Géza. Az én falum. Egy tanító feljegyzései decembertől márciusig. 2. kiadás. (164 l.) 1904.
- 66. (kétszer) kötet. Voss Richárd. Szigurd Eckdal menyasszonya. Regény. (141 l.) 1905.
- 67–68. köt. Raimund Goló. Magda. Regény. 2 kötet. 2. kiadás. 164, 164 l.) 1904.
- 69. kötet. Lesueur Dániel. Tragikus élet. Regény. 2. kiadás. (164 l.) 1904.
- 70–71. kötet. Rodzievicz Mária. Szerelemből. Regény. 2 kötet. 2. kiadás. (128, 143 l.) 1904.
- 72. kötet. Stevenson Róbert. Yekill doktor csodálatos története. Regény. 2. kiadás. (136 l.) 1904.
- 73–74. kötet. Klinkovström. Kétféle becsület. Társadalmi regény. 2 kötet. 2. kiadás. (159, 144 l.) 1904.
- 75. kötet. Meyra Nicol. A fakir. Regény. 2. kiadás. (192 l.) 1904.
- 76. kötet. Doyle A. Conan. Bernac nagybácsi. Regény. 2. kiadás. (165 l.) 1904.
- 77. kötet. Memini. Áldozat. Olasz regény. 2. kiadás. 142 l.) 1904.
- 78–79. kötet. Lovett Cameron, mrs. A nevelőnő milliói. Regény. 2 kötet. 2. kiadás. (168, 159 l.) 1904.
- 80. kötet. Delphit Albert. Mind a ketten. 2. kiadás. (165 l.) 1904.
- 81–82. kötet. Black William. Zembra Szabina. Regény. 2 kötet. 2. kiadás. (164, 193 l.) 1904.
- 83. kötet. Bársony István. Egy darab élet. Elbeszélések. 2. kiadás. (159 l.) 1904.
- 84–85. köt. Delphit Albert. Edith. Regény. 2 kötet. 2. kiadás. (143, 151 l.) 1904.
- 86. kötet. Csehov Antal. A parasztok és egyéb elbeszélések. (160 l.) 1904.
- 87–88. kötet. Braddon M. E. Rannock ezredes végzete. 2 kötet. 2. kiadás. (154, 160 l.) 1904.
- 89. kötet. Vincent Jaques. A hercegkisasszony férjhez megy. Regény. 2. kiadás. (169 l.) 1904.
- 90–91. kötet. Braddon M. E. Honora titka. Regény. 2. kötet. 2. kiadás. (167, 168 l.) 1904.
- 92. kötet. Aho Juhani. A tiszteletesné asszony. Regény. 2. kiadás. (179 l.) 1904.
- 93–94. kötet. Le Queux William. A rejtélyes feleség. Regény. 2 kötet. 2. kiadás. (191, 170 l.) 1904.
- 95. kötet. Wills H. G. A láthatatlan ember. Fantasztikus regény. 2. kiadás. (195 l.) 1904. 4. kiadás. 2 kötet. (140, 128 l.) 1906.
- 96–97. kötet. DoyleA. Conan. A sátán kutyája. Bűnügyi regény. 2 kötet. 2. kiadás. (152, 140 l.) 1904.
- 98. kötet. Doyle A. Conan. Dilettáns detektiv. (The sign of four.) 2. kiadás. (176 l.) 1904.
- 99. kötet. Mikszáth Kálmán. A jó palócok. (Tizenöt apró történet.) 7. kiadás. (156 l.) 1904.
- 100. kötet. Doyle A. Conan. A brixtoni rejtély. (151 l.) 1904.
- 101–102. kötet. Home Fergus. A tetovált kereszt. Regény. 2 kötet. (153, 167 l.) 1904.
- 103–104. kötet. Pemberton Max. Város a tenger alatt. Kalandos regény. 2 kötet. (155, 168 l.) 1904.
- 105. kötet. Hope Antony. A hercegnő nyaklánca. (163 l.) 1905.
- 106–107. kötet. Chincholle Charles. A királyfi. Regény. 2 kötet. (154, 119, 35 l.) 1905.
- 108. kötet. Doyle A. Conan. A koroskó tragédiája. Regény. (161 l.) 1905.
- 109. kötet. Hornung C. W. Rafflex a műkedvelő betörő. (179 l.) 1905.
- 110. kötet. Morrison Arthur. A kék gyémánt. Bűnügyi regény. (180 l.) 1905.
- 111. kötet. Doyle A. Conan. Rodney Stone. (186 l.) 1905.
- 112–113. kötet. Home Fergus. A rejtélyes ékszer. 2 kötet. (144, 147 l.) 1905.
- 114–115. kötet. Farjeon M. Felix titka. 2 kötet. (160, 157 l.) 1905.
- 116. kötet. Doyle A. Conan. Sherlock Holmes halála és feltámadása. (131 l.) 1905.
- 117. kötet. –Sherlock Holmes kalandjai. (141 l.) 1905.
- 118–119. kötet. Clevering gunter, Archibald. A sehonnai kisasszony. Amerikai regény. 2. kötet. (150, 173 l.) 1905.
- 120. kötet. Nobody A fehér perjel. Bűnügyi regény. (142 l.) 1906.
- 121–122. kötet. Green A. K. Tetemre hívás. Bűnügyi regény. 2 kötet. 2. kiadás. (174, 146 l.) 1906.
- 123–124. kötet. Cherbuliez Viktor. A pillangó (Juquine Vanesse.) 2 kötet. –Serao Matilde. Az apáca. (156; 111, 54 l.) 1906.
- 125–126. kötet. Ouida. Ariadne. (Egy álom története.) Regény. 2 kötet. (163, 152 l.) 1906.
- 127. kötet. Home Fergus. A bérkocsi titka. Bűnügyi regény. (188 l.) 1906.
- 128. kötet. Stacpoole Florence. A király gyémántja.Regény. Angolból fordította Föcze Gyuláné Nagy Emma. (172 l.) 1907.
- 129–130. kötet. Maurens Frederic. Az élő pénzszekrény. Fordította M. Hrabovszky Julia. 2 kötet. (150, 133 l.) 1907.
- 131–132. kötet. Leicester lord. Janice Meredith. Regény az amerikai szabadságharcból. 2. kötet. (149, 132 l.) 1908.
- 133–134. köt. Le Queux William. A titokzatos Mr. Miller. Angol regény. 2 kötet. (186, 193 l.) 1908.
- 135–139. kötet. Dosztojevzskij M. Tivadar. Az ördöngősök.Regény. 5 kötet. 1909.
- 140–141. kötet. RDawford M. Arethusa. Regény. 2 kötet.
- 142. kötet. Leurids Bruun. Négy óra története. Regény.
- 143–145. köt. Le Queux William A lezárt könyvek. Regény. 3 kötet. 1910.
- 146–147. kötet. Meriman. A bársonykeztyű. Regény. 2 kötet. 1910.
- 148–149. kötet. Erdős René. Norina. Regény. 2 kötet.
- 150–151. kötet. Pemberton, Max. Fehér falak. Regény. 2 kötet.
- 152. kötet. Havas István. A császár obestere. 2. kiadás.
- 153–154. kötet. Green A. K. Melyik a három közül? Regény. 2 kötet. 1909.
- 155. kötet. Laurids Bruun. Éjféli nap. Regény. 1910.
- 156–157. kötet. Le Queux, William. A Stoat major titka. Regény. 2 kötet. 1910.
- 158. kötet. Boothby Guy. A kalandorok királya. Elbeszélés.
- 159. Lagerlöf Zelma: Arne úr kincse. 1911. 128 l.
- 160. Vacarescu Heléne: A király hitvese. 193 l.
- 161–162. Headon Hill: Igazságos bűn. 167 [1], 163 [1] l.
- 163–164. Phillpots E.–Bennett A.: A szobor titka. 146, 150 [1) l.
- 165–166. Marrick Leonard: A Lynch-család. 137 [1], 143 l.
- 167–168. Sienkiewicz Henrik: Forgószél. 136, 179 [1] l.
- 169-170. Le Queux William: A félelmetes idegen. 171 [1], 185 [1] l.
- 171. Potopenko: Egy család története. 161 l.
- 172. Bang Hermann: Úton. 204 l.
- 173. Színi Gyula: A tűzfészek. 178 l.
- 174–175. Mason E. W.: Célia. 146, 162 l.
- 176. Formont Maxime: Az üres szoba. Regény. 179 l.
- 177–178. Farrère Claude: Aki embert ölt. Regény. 146, 146 l.
- 179–180. Williamson M. C. N.: A földalatti szindikátus. Regény. 155, 140 l.
- 181. Peterdí Sándor: A mások pénze. Regény. 133 l.
- 182–183. Rod Eduard: Balsors, Regény. Ford.: Moly Tamás. 161, 170 l.
- 184–185. Leblanc Maurice: A határ. Regény. 171, 149 l.
- 186–187. Geniaux Charles: Az ősanya. Regény. Ford.: Szederkényi Anna. 149, 143 l.
- 188–189. Le Queux William: A pecsét. 172, 146 l.
- 193–194. Reuter G.: Egy úrileány története. Regény. 191, 159 l.
- 196–197. Rosny J. H: Az aranygyapjú. Regény. 146, 128 l.
- 199–200. Stratz Rudolf: Édes hazám. Regény. 168, 176 l.
- 201–202. Schubin Ossip: Stella. Regény. 1916. 188, 202 l.
- 203. Bónyi Adorján: Játék. 1916. 170 [1] l.
- 204. Rosenkrantz Palle: A macska. Regény. 1916. 182 l.
- 205. Somlay Károly: Megbékült lelkek. 1916. 149 l.
- 206. Land Hans: Annine házassága. Regény. 162 l.
- 207–208. Fehér Krisztin: A boldogság ára. Regény. 1918. 166, 178 l.
- 209–210. Zarolska Gabriella: A rendőrfőnök. Regény. 163. 174 l.

## A harmadik sorozat
- 1. Móricz Zsigmond: Bováry úr. [Az Isten háta megett ] 1913. 63 [1] l.
- 2. Wells H. G.: A láthatatlan ember. Fantasztikus regény. 1918. 63 [1] l.
- 3. Bíró Lajos: A Gálszécsy-család. 1918. 63 [1] l.
- 4. Land Hans: Annine házassága. 1918. 63 [1] l.
- 5. Kálnoki Izidor: Veronkáék szerencséje. 1918. 63 l.
- 6. Lagerlöf Zelma: Arne úr kincse. 1918. 64 l.
- 7. Kabos Ede: Az eleven kulcs. Egy szép ördög naplója. 1918. 63 l.
- 8. Glyn Elinor: Ambrosine története. 1918. 64 l.
- 9. Erdős Renée: Norina. 1918. 64 l.
- 10. Doyle Conan A.: A sátan kutyája. 1918. 64 l. –.60
- 11. Színi Gyula: Profán szerelem. 1918. 64 l. –.60
- 12. Twain Mark: Az ostoba Wilson. 1918. 64 l. –.60
- 13. Bónyi Adorján: A boldog asszony. – A vidéki leány. 1918. 64 l. –.50
- 14. Donelli: Caesar emlékszobra. 1918. 64 l. –.70
- 15. Berkes Imre: Ezer leányfej. 1918. 64 l. –.70
- 16. Ropsin V.: A sárga ló. 1918. 64 l.
- 17. Jókai Mór: Ahol a pénz nem Isten. 1918. 64 l. –.70
- 18. Bennett Arnold: Egy nagy férfiú. 1918. 64 l. –.70
- 19. Nagy Endre: Szeplőtlen asszony. Regény. 1918. 64 l. –.70
- 20. Pain Barry: A furcsa tolvaj. 1918. 64 l. –.80
- 21. Rákosi Viktor: Emmy. Regény. 1918. 64 l. –.80
- 22. Aho Juhani: A tiszteletes asszony. 1918. 64 l. –.80
- 23. Mikszáth Kálmán: A zöld légy és a sárga mókus. 1918. 64 l. –.80
- 24. Tompkins, J. W.: A büszke Teodora. 1918. 64 l. –.80
- 25. Bíró Lajos: Hotel. Imperial. Színmű. 1918. 64 l. –.80
- 26. Rinchart,Mary Róbert: A fehér macska. 1918. 64 l. –.80
- 27. Vajda Ernő: A boszorkány. 1918. 64 l. 1.–
- 28. Robinson, F. W.: A szomorú asszony. 1918. 64 l. 1.–
- 29. Ambrus Zoltán: Girofflé és Giroffla. 1918. 63 l. 1.–
- 30. Sheehan Perley Poore: Rézhercegnő. 1919. 64 l. 1.–
- 31. Abonyi Lajos: Tyuki prókátor esete. 1919. 64 l. 1.–
- 32. Sienkiewicz Henrik: Hánia. 1919. 64 l. 1.–
- 33. Jókai Mór: A börtön virága. 1919. 64 l. 1.–
- 34. Daudet Alfonse: Rózsa és Ninácska. 1919. 64 l. 1.–
- 35. Mikszáth Kálmán: Huszár a teknőben. 1919. 64 l. 1.–
- 36. Turgenjev [Iván]: A nemes urak fészke. 1911. 64 l. 1.–
- 37. Rákosi Viktor: A buzsáki királyság. 1919. 64 l. 1.–
- 37a. Lincoln S. N.: A talány. 179 l. 1.–
- 38. Andrejev Leonid: A gondolat. 1919. 64 l. 1.–
- 39. Cholnoky László: Oberon és Titánia. 1919. 64 l. 1.–
- 40. Michaelis Karin: Sylvain gróf bosszúja. Regény. 1919. 64 l. 2.–
- 41. Ambrus Zoltán: Ninive pusztulása. 1919. 64 l. 2.–
- 42. Doyle Conan A.: A brixtoni rejtély. 1919. 64 l. 2.–
- 43. Móricz Zsigmond: Mese a zöld füvön. 1919. 64 l. 2.–
- 44. Geijerstam Gustaf: Az asszony az úr. 1919. 64 l. 2.–
- 45. Jókai Mór: Az aranyember. Regény. 1919. 63 l. 2.–
- 46. Pain Barry: Evelin. Regény. 1919. 63 l. 2.–
- 47. Rákosi Viktor: A bujtogatók. Regény. 1919. 64 l. 2.–
- 48. Sarath Kumar Gosh: Indus éjszakák. 1919. 64 l. 2.–
- 49. Mikszáth Kálmán: A fekete fogat. 1919. 64 l. 2.–
- 50. Rad Edouard: Pusztító szerelem. 1919. 64 l. 2.–
- 51. Lázár István: Hágár. Napkeleti történet. 1919. 64 l. 2.–
- 52. Phillpots Eden-Bennett Arnold: A szobor titka. 1919. 64 l. 2.–
- 53. Rákosi Viktor: Galambos Pál naplója. 1920. 64 l. 3.–
- 54. Kipling Rudyard: A sátánfarkas. 1920. 64 l. 3.–
- 55. Pekár Gyula: Livió föhadnagy. 1920. 64 l. 3.–
- 56. Doyle Conan A.: A külvárosban. 1920. 63 l. 3.–
- 57. Jókai Mór: Páter Péter. 1920. 64 l.
- 58. Bennett Arnold: Eldobott milliók. 1920. 64 l. 5.–
- 59. Mikszáth Kálmán: A gentry-fészek [és egyéb elbeszélések]. 1920. 64 l. 5.–
- 60. Höcker Pál Oszkár: Érdekházasságok. 1920. 64 l. 5.–
- 61. Abonyi Árpád: A pavlinói csoda. 1920. 63 l. 3.–
- 62. Tolsztoj Leó: Hadsi murat. 1920. 63 l. 5.–
- 63. Szekula Jenö: Ezüst álarc. 1920. 63 l. 5.–
- 64. Acker Paul: Az élet vágya. 1920. 63 l. 7.–
- 65 Bónyi Adorján: Bíbortrónus. 1920. 64 l. 7.–
- 66. Holdsworth Annie E.: A nagy árnyék völgye. 1920. 63 l. 8.–
- 67. Cholnoky László: Mefisztofelesz vendége. 1920. 64 l.
- 68. Atherton Gertrud: Történetek a régi Kaliforniából. 1920. 64 l.
- 69. Lázár István: Eszter. 1920. 64 l.